# Pontigny
Pontigny é uma comuna francesa na região administrativa de Borgonha-Franco-Condado, no departamento de Yonne. Estende-se por uma área de 11,89 km². Em 2010 a comuna tinha 760 habitantes (densidade: 63,9 hab./km²).